# Connellia caricifolia
Connellia caricifolia är en gräsväxtart som beskrevs av Lyman Bradford Smith. Connellia caricifolia ingår i släktet Connellia, och familjen Bromeliaceae. Inga underarter finns listade i Catalogue of Life.